# Pohjola

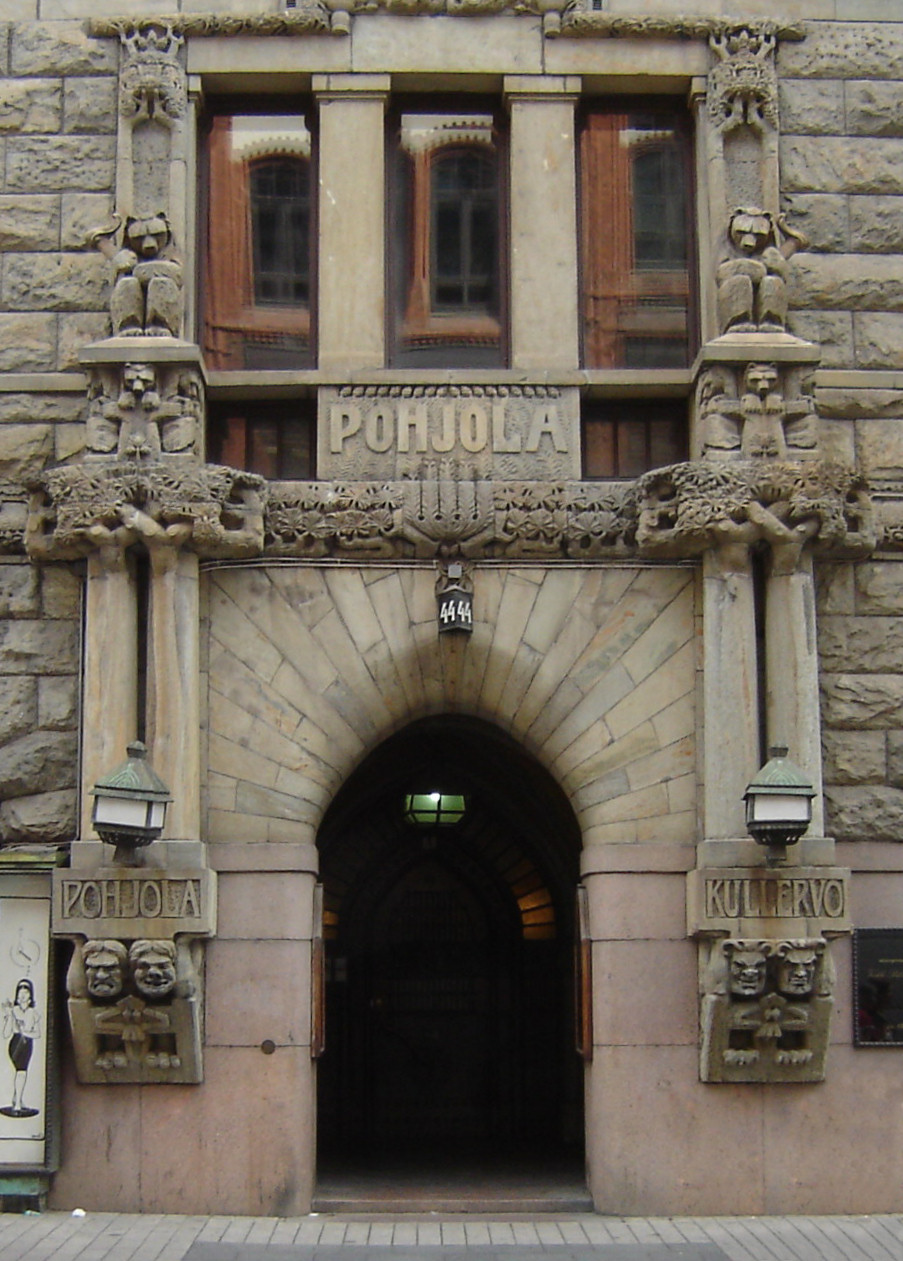
Portal am ehemaligen Hauptsitz der Pohjola-Versicherungsgesellschaft mit stilisierten Figuren aus der Kalevala

Pohjola (auch Pohja) ist ein Ort bzw. Reich in der finnischen Mythologie und wird als Nordland übersetzt (finnisch pohjoinen = „Norden“). Pohjola ist einer der Hauptorte im finnischen Nationalepos Kalevala und soll das Land der Samen bzw. Lappland darstellen.  In der Kalevala ist die böse Hexe Louhi die Herrin von Pohjola. Elias Lönnrot lokalisiert den Ort an den Flüssen Kama und Dwina im Gouvernement Perm. Andere Vermutungen wiesen auf Österbotten hin.
Pohjola ist Handlungsort des lose auf der Kalevala basierenden Filmes Das gestohlene Glück und Namensgeber des Asteroiden (3606) Pohjola sowie der Versicherungsgesellschaft Pohjola Vakuutus. „Pohjolas Tochter“ (Pohjolan tytär) ist der Titel einer Sinfonischen Dichtung des finnischen Komponisten Jean Sibelius. In der Debatte um das 1918 nicht zustande gekommene Königreich Finnland war „Herr von Pohjola“ (bzw. „des Nordens“, finnisch Pohjolan isäntä) Teil der vorgeschlagenen königlichen Titulatur.